# 典儀
典儀，負責掌管朝會司儀，或是協助王公貴族完成典禮儀式的官員，多為屬官。官位歷朝歷代有所變化，從九品到四品皆有之。

## 歷史
典儀的本質工作，大體為掌管司儀，指導禮儀活動的工作，因此可知其最早應該可以追溯至周朝的「司儀」一職，《周禮·秋官司寇·司儀》:「掌九儀之賓客擯相之禮，以詔儀容、辭令、揖讓之節。」

### 南北朝
最初設立於南朝齊，全稱為典儀錄事，是東宮的屬官，隸屬太子殿中將軍，掌管朝會司儀。於南朝梁、陳，所屬不明，負責掌管唱警唱奏的工作。而到了北魏則有「典儀監」一職。

### 隋唐五代
至於隋朝典儀則是作為謁者台的属官。唐高祖武德五年(622)典儀一職復置，定員為兩人，隸屬於門下省，負責掌管殿廷贊唱之節及版位之次，官位為從九品下，在初期用人很少，直到唐太宗貞觀(627—649)以來多用士人。

### 金朝
金朝時典儀則是詹事院的属官，官位為從六品。

### 明代
再後來到了明代，改名為典儀正，在各個王府的典儀所中分置，定員為一人，官位為正九品，負責掌陳儀式。

### 清代
清承明制，於宗室王公的府上亦設立典儀一職，皆為旗人，負責指導王公貴族完成禮儀方面的活動，官位為四品至八品。

#### 清朝典儀級別
- 王府、貝勒府：四品、五品、六品典儀(最高四品，最低則為六品)
- 貝子府：六品、七品典儀(最高六品，最低則為七品)
- 公府：七品、八品典儀(最高七品，最低則為八品)[3]